# Mimecitini
Mimecitini (лат.) — триба мирмекофильных коротконадкрылых жуков из подсемейства Aleocharinae. Неотропика. Включает 14 родов и около 25 видов.

## Описание
Мелкие коротконадкрылые жуки. Для представителей этой трибы характерно отсутствие паратергитов, формула члеников лапок 4–4–4 и наличие брюшного петиоля у всех родов (Jacobson, Kistner, 1991). Мирмекофильная группа, связанная с кочевыми муравьями Нового Света: Labidus, 
Neivamyrmex и Nomamyrmex.

## Систематика
Триба Mimecitini включает 14 родов и около 25 видов в четырех подтрибах, известных из Неотропического региона и связанных с кочевыми муравьями родов Labidus, Neivamyrmex или Nomamyrmex (Ecitoninae). Из-за экстремальных морфологических модификаций и редукции различных признаков, включая глаза, крылья, надкрылья и гениталии, установить сестринские групповые отношения этой трибы на основании только морфологии было невозможно. Якобсон и Кистнер (Jacobson & Kistner, 1991) рассматривали Crematoxenini как группу, наиболее тесно связанную с Mimecitini. В молекулярной филогении Маруямы и Паркера (2017) Mimecitini были определены как сестринская группа клады APL
В 2021 году в ходе филогенетического анализа триб из подсемейства Aleocharinae таксон Mimecitini был также сестринским к крупнейшей кладе триб APL (Athetini — Pygostenini — Lomechusini; 22 трибы, 8990 видов), которая в свою очередь образует сестринскую группу с кладой MPO (Myllaenini- Pronomaeini- Oxypodinini; 9 триб, 714 видов).
- Подтриба Labidopullina Jacobson & Kistner, 1991[5]
  - Labidopullus Borgmeier, 1958[7]
- Подтриба Leptanillophilina Fenyes, 1918[8]
  - Acamatusinella Bruch, 1931[9]
  - Ecitomerus Borgmeier, 1933[10]
  - Ecitophanes Borgmeier, 1930[11]
  - Ecitosoma Borgmeier, 1939[12]
  - Leptanillophilus Holmgren, 1908
  - Mimacamatus Bruch, 1933[13] (=Ecitomimus)
- Подтриба Mimecitina Wasmann, 1917[14]
  - Labidoglobus Reichensperger, 1933[15]
  - Labidosphaerula Reichensperger, 1939[16]
  - Mimeciton Wasmann, 1893[17]
  - Paramimeciton Reichensperger, 1935[18]
  - Pseudomimeciton Heikertinger, 1926[19]
- Подтриба Mimonillina Bernhauer & Scheerpeltz, 1926[20]
  - Labidomimus Wasmann, 1923[21]
  - Mimonilla Wasmann, 1913[22]